# НастроЙ
Настрой — український хіп-хоп-гурт із міста Львів, заснований 20 травня 2013 трьома львів'янами: Олександром Мананніковим (Saba) Андрієм Дрововозом (Dran) і Артуром Лаб'яком (Tur).

## Історія гурту
Гурт сформувався 20 травня 2013 року у місті Львів. Ідея створення належала трьом львів'янам: Олександру Мананнікову (Saba) Андрію Дрововозу (Dran) і Артуру Лаб'яку (Tur). Згодом, через певні обставини Saba залишає гурт і формується остаточний склад. У 2013 році виконавці випустили два сольних альбоми: Dran «Місто бажань» та Тур «Крики в душі». Презентація альбомів проходила спільно у місті Львів. Її відвідало близько 300 осіб. Після цього трек молодих виконавців «Новорічна» потрапив в ротацію на радіо «Львівська хвиля». 15 березня 2014 відвідали ранкове шоу «Доброго ранку, Львове», яке транслює ТРК Львів. У жовтні 2014 року НастроЙ дали інтерв'ю шоу «Ранковий гість». У 2015-му виходить дебютний альбом гурту «Голос орбіти». Гурт виступав у всіх великих містах Західної України: Львові, Тернополі, Луцьку, Івано-Франківську, Рівне і т. д. Також кілька разів виступали з Ярмаком. Виграли конкурс на розігрів гурту АК-47, однак концерт гурту було скасовано. Співпрацюють з відомими львівськими музикантами: IVEN, Білий Бо, Емі Грант, ALCO Brothers та ін.

## Склад гурту
- Dran (МС)
- Tur (МС)

## Альбоми
| Рік  | Назва           | Склад гурту |
| ---- | --------------- | ----------- |
| 2015 | «Голосом орбіт» | Dran і Tur  |